# Tres Flechas
Tres Flechas är en ort i Mexiko.   Den ligger i kommunen Poza Rica de Hidalgo och delstaten Veracruz, i den sydöstra delen av landet, 210 km nordost om huvudstaden Mexico City. Tres Flechas ligger 172 meter över havet och antalet invånare är 107.
Terrängen runt Tres Flechas är platt västerut, men österut är den kuperad. Runt Tres Flechas är det ganska tätbefolkat, med 179 invånare per kvadratkilometer. Närmaste större samhälle är Poza Rica de Hidalgo, 6,7 km nordväst om Tres Flechas. Trakten runt Tres Flechas består till största delen av jordbruksmark.